# Aethiophysa consimilis
Aethiophysa consimilis là một loài bướm đêm trong họ Crambidae.